# 8-дюймовая гаубица Mark I — V
8-дюймовая гаубица Mark I—V (англ. BL 8-inch howitzer Mark I - V) — 203-мм буксируемое артиллерийское орудие британского производства времён Первой мировой войны.

## История
В начале Первой мировой войны Британские экспедиционные силы были плохо оснащены тяжелой артиллерией. Восполнить пробел были призваны 152-мм морские пушки, предназначенные для береговой обороны. Майор Уилкинсон из Королевской гарнизонной артиллерии (англ. Royal Garrison Artillery, RGA) предложил использовать расточенные и укороченные 6-дюймовые (152 мм) стволы морских орудий. Со складов забрали все старые стволы этих орудий, обрезали их со стороны дула и растачивали вместе с каморой на 203 мм (8 дюймов).
Оружие поступило на вооружение в феврале 1915 года.
8-дюймовая гаубица Mark I—V была тяжела при перевозке и неудобна на позициях, но на тот момент данное орудие было единственно возможным средством, которое британское правительство предоставило своим войскам. Для буксировки их на место использовались гусеничные тракторы Holt.
Эти гаубицы поставлялись во время Первой мировой войны в Россию, использовались в течение этой войны. К началу Великой Отечественной войны продолжали состоять на вооружении Красной армии, но в основном были потеряны при отступлении в 1941 году.